# 偽りの隣人 ある諜報員の告白
『偽りの隣人 ある諜報員の告白』（いつわりのりんじん あるちょうほういんのこくはく、原題：이웃사촌）は、2020年の韓国映画。原題の日本語訳は「ご近所の人」。親しい隣人という意味でも使われる。作品自体はフィクションだが、80年代の韓国の民主化運動弾圧や、大統領候補の拉致、自宅軟禁など実在の政治家のエピソードが作品に取り込まれている。

## ストーリー
1985年、軍事政権下の韓国。野党政治家のイ・ウィシク(オ・ダルス)は次期大統領選出馬のために帰国するが、国家安全政策部に逮捕されて自宅軟禁となる。諜報機関のデグォン(チョン・ウ)は隣家でウィシクの家を盗聴し共産主義者に仕立て上げようと画策するが、民主主義体制樹立のために奮闘する彼の姿勢に感銘をうけるようになる。

## キャスト
- ユ・デグォン：チョン・ウ
- イ・ウィシク：オ・ダルス
- キム室長：キム・ヒウォン
- トンシク:キム・ビョンチョル
- ヨンチョル：チョン・ヒョンチョル
- イ・ウンジン：イ・ユビ